# Matsu-archipel

Vlag van het district Lienchiang (連江縣)

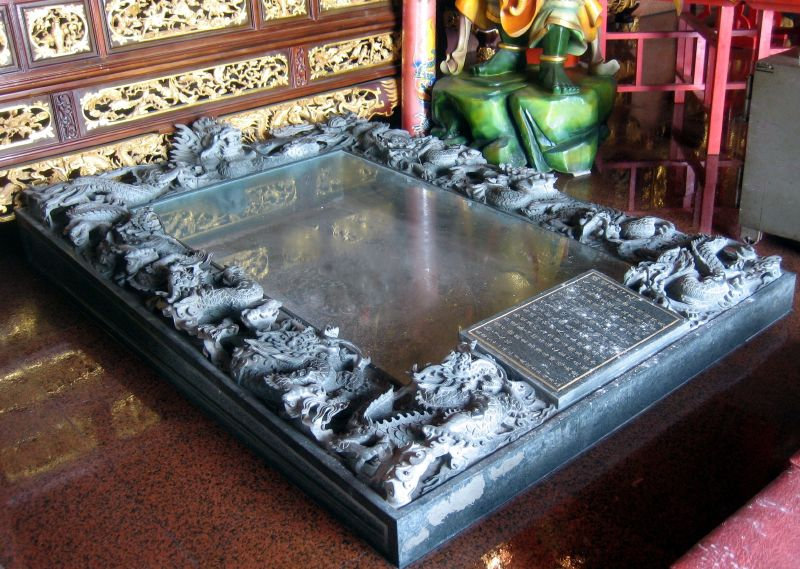
Graftombe van Matsu, de taoïstische beschermgodin van zeelieden en reizigers

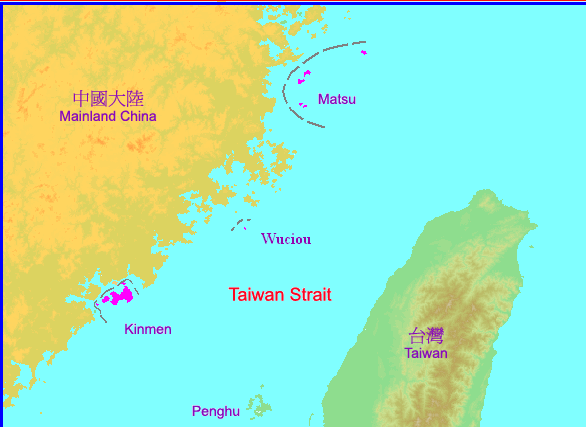
De ligging van de Matsu-archipel ten opzichte van het Chinese vasteland en Taiwan

Matsu-archipel of Mazu-archipel is een eilandengroep oostelijk van het Chinese vasteland. De archipel ligt in de Straat van Taiwan, nabij de monding van de Minrivier (閩江, Minjiang). In tegenstelling tot het achterland bleven de eilanden ook na december 1949 onder gezag van de Republiek China toen die als gevolg van de Chinese Burgeroorlog de regeringszetel verplaatste van Nanjing naar Taipei. De archipel vormt het district Lienchiang (縣, xian) van het gedeelte van de provincie Fujian dat onder gezag van Taipei staat. De Volksrepubliek China maakt aanspraak op de eilanden en beschouwt ze als deel van de door haar bestuurde provincie Fujian. De naam van de archipel is afkomstig van Matsu, de taoïstische beschermgodin van zeelieden en reizigers. Matsu is tevens de naam van de haven van Nangan, het hoofdeiland en wordt daardoor ook vaak gebruikt als benaming voor het hoofdeiland zelf. Kinmen (Quemoy) en Matsu speelden in de jaren 50 een belangrijke rol in de Eerste en Tweede Taiwancrisis, waarbij o.a. Matsu artilleriebeschietingen onderging en er de dreiging was dat ook op deze kleine eilandengroep een invasie plaats zou vinden.

## Ligging
De archipel ligt tussen 25°55' en 26°44' NB en tussen 119°51' en 120°31' OL. en bestaat uit 19 eilanden met een totale oppervlakte van 29,52 km². De belangrijkste vijf eilanden zijn Nangan (10,43 km², het hoofdeiland met het gelijknamige bestuurscentrum), Beigan (6,43 km²), Dongyin (4,71 km², het meest noordelijke eiland) en de twee meest zuidelijke eilanden Xiju (2,36 km²) en Dongju (2,63 km²). Nangan ligt 210 km en Dongyin 170 km ten noordwesten van Keelung. De afstand tussen Dongju en Kinmen, dat eveneens door Taipei wordt bestuurd, bedraagt 280 km. Daarentegen bedraagt de afstand tussen het noordwestelijk gelegen eilandje Gaodeng (高登) en het Chinese vasteland slechts 9,2 km.

## Fysische geografie
De eilanden bestaan uit stollingsgesteenten en zijn ontstaan door natuurlijke verheffing. Het meest voorkomende gesteente is graniet. De eilanden zijn heuvelachtig, het hoogste punt van de archipel ligt op Beigan en bedraagt 298 meter. Het hoogste punt van Nangan is 248 meter. Het klimaat is subtropisch en wordt beheerst door de moesson. Neerslag valt vooral tussen juni en september. Gedurende deze periode kan de zuidwestmoesson gepaard gaan met tyfoons, die tijdens de zomer ontstaan in de Zuid-Chinese Zee. Desondanks kampte de archipel in 2002 met droogte. In mei van dat jaar verscheepte de Volksrepubliek 2,3 miljoen liter water naar Kinmen en Matsu, om de directe nood te lenigen. In de winter waait de noordoostmoesson. Vanwege de nabijheid van het koude continent zijn ook de winters op Matsu koud. Gedurende maart en april komen langdurige periodes van mist voor, waardoor het luchtverkeer in die maanden ernstig kan worden ontregeld.
Gemiddelde maandelijkse minimum- en maximumtemperatuur en neerslag voor Matsu, gemeten over de periode 1970-2000:
| Maand:                     | jan  | feb  | mrt  | apr  | mei  | jun   | jul   | aug   | sep   | okt  | nov  | dec  | jaar    |
| -------------------------- | ---- | ---- | ---- | ---- | ---- | ----- | ----- | ----- | ----- | ---- | ---- | ---- | ------- |
| gemiddelde min. temp. (°C) | 5,2  | 6,4  | 7,7  | 11,6 | 17,1 | 20,8  | 24,9  | 24,3  | 22,0  | 19,5 | 14,1 | 9,2  | 15,2    |
| gemiddelde max. temp. (°C) | 14,0 | 15,2 | 16,8 | 21,3 | 24,7 | 28,1  | 32,0  | 32,2  | 31,0  | 25,9 | 21,3 | 15,6 | 23,2    |
| neerslag in mm             | 40,2 | 53,6 | 92,2 | 91,7 | 94,3 | 170,5 | 162,8 | 131,4 | 148,6 | 57,0 | 29,7 | 20,5 | 1.082,5 |

## Natuurreservaat
Sinds mei 2000 bestaat het Vogelreservaat van de Matsu-eilanden. Het reservaat ligt verspreid over acht onbewoonde eilanden, Paimiao, Chung-eiland, Tiehchien-eiland, Sanlien-eiland en Chin-eiland (behorend tot de gemeente Beigan), het Liuchuanrif (behorend tot de gemeente Nangan), Sheshan en het Shuangtsu-rif (behorend tot de gemeente Dongyin). Zeven soorten vogels zijn officieel tot beschermde soort verklaard, de brilstern (Onychoprion anaethetus), dougalls stern, zwartnekstern (sterna sumatrana), grote kuifstern, zwartstaartmeeuwen (Larus crassirostris), oostelijke rifreiger (Egretta sacra ) en Siberische gierzwaluw (apus pacificus). Uniek is echter de aanwezigheid van de Chinese kuifstern (sterna bernsteini). Deze vogel werd in 2000 per toeval op Matsu ontdekt toen in het reservaat een documentaire over sternen werd gemaakt. Tot dat moment waren slechts vijf waarnemingen van de Chinese kuifstern bekend en er werd ernstig rekening mee gehouden dat de vogel inmiddels was uitgestorven. Na de herontdekking is de Chinese kuifstern uitgeroepen tot de officiële vogel van het district Lienchiang.

## Bevolking
Ontwikkeling van het aantal inwoners volgens de volkstellingen van 1990 en 2000:
| Datum      | Inwoners | Mannen | Vrouwen |
| ---------- | -------- | ------ | ------- |
| 16-12-1990 | 25.975   |        |         |
| 16-12-2000 | 17.775   | 15.499 | 2.276   |

Er wordt bij het inwoneraantal onderscheid gemaakt tussen de resultaten van de volkstellingen en die van de officiële schattingen door het ministerie van binnenlandse zaken. Bij de volkstellingen (die elke tien jaar worden gehouden) wordt het feitelijk aantal bewoners van dat moment geteld. Bij de jaarlijkse schattingen worden de inwoners geteld die op 31 december formeel als bewoner van de eilanden staan geregistreerd, ongeacht waar ze op dat moment daadwerkelijk verblijven. De grote verschillen tussen beide tellingen worden veroorzaakt door de militairen die op Matsu waren gelegerd. Dat is ook de reden waarom in december 2000 meer dan 87% van de bevolking uit mannen bestond.
Oppervlakte en ontwikkeling van het inwoneraantal van de gemeenten vanaf 1981:
| Jaar  | Totaal   | Nangan   | Beigan  | Juguang | Dongyin |
| ----- | -------- | -------- | ------- | ------- | ------- |
|       | 28,8 km² | 10,4 km² | 9,9 km² | 4,7 km² | 3,8 km² |
| 12/81 | 8.199    | 4.293    | 1.873   | 1.148   | 885     |
| 12/86 | 6.693    | 3.555    | 1.530   | 824     | 784     |
| 12/91 | 5.547    | 3.049    | 1.246   | 545     | 707     |
| 12/96 | 6.061    | 3.437    | 1.255   | 683     | 686     |
| 12/00 | 6.733    | 3.870    | 1.337   | 746     | 780     |
| 12/04 | 9.359    | 5.505    | 1.831   | 1.109   | 914     |
| 12/05 | 10.345   | 6.025    | 1.932   | 1.420   | 968     |
| 12/06 | 9.786    | 5.846    | 1.804   | 1.176   | 960     |
| 12/07 | 9.946    | 5.945    | 1.824   | 1.180   | 997     |
| 12/08 | 9.755    | 5.798    | 1.762   | 1.183   | 1.012   |
| 12/09 | 9.519    | 5.939    | 1.755   | 1.166   | 1.059   |
| 12/10 | 9.944    | 5.904    | 1.801   | 1.186   | 1.053   |
| 12/11 | 10.106   | 6.000    | 1.864   | 1.163   | 1.079   |
| 12/12 | 11.310   | 6.780    | 2.071   | 1.327   | 1.132   |
| 12/13 | 12.165   | 7.288    | 2.268   | 1.438   | 1.171   |

Net als op het tegenoverliggende vasteland wordt ook op de Matsu-archipel het Fuzhou-dialect (Bàng-uâ, 平話) van het Mindong gesproken. Deze taal staat op Taiwan ook bekend als het Pingdialect of als de Matsutaal en wordt door Taiwaneessprekenden niet begrepen. Het op Matsu gesproken Mandarijn heeft een specifieke tongval waardoor het opvallend afwijkt van het Mandarijn dat op Taiwan wordt gesproken.

## Economie
Visvangst en de vangst van schelp- en schaaldieren vormen de belangrijkste bestaansmiddelen. Landbouw is slechts mogelijk met behulp van irrigatie. Daartoe zijn tien waterreservoirs en een groot aantal putten aangelegd. De eilandbewoners voorzien in hun eigen behoefte aan groenten. Verder worden veel varkens en kippen gehouden.
Vanwege de nabijheid van het Chinese vasteland was de eilandengroep vanaf 1949, toen de nationalistische regering van het vasteland werd verdreven, een militair bastion. Voor de archipel was het grote aantal aanwezige militairen economisch van groot belang. Tot 1992 stonden de eilanden onder militair bestuur en was de staat van beleg van kracht. Toen die in november van dat jaar werd opgeheven werd reizen naar de archipel makkelijker. Hierdoor werd toerisme mogelijk. Het aantal militairen is sindsdien sterk afgenomen, van ongeveer 10.000 tot ruim 2000. Lokale autoriteiten hopen dat toerisme dit verlies aan inkomsten kan gaan compenseren. Zij pleiten dan ook voor verbetering van de transportmogelijkheden zowel naar de eilanden als binnen de archipel zelf.

## Transport
Uni Air onderhoudt een aantal dagelijkse vluchten tussen Taipei en Beigan en sinds 2002 ook tussen Taipei en Nangan. De vliegduur bedraagt 50 minuten. De landingsbaan op Beigan was oorspronkelijk slechts 890 meter lang. De enige vliegtuigen uit Taiwan die daar konden landen waren van het type DASH-8-200 met maximaal 37 passagiers. Na de verlenging van de landingsbaan tot 1000 meter in juli 2001 konden voortaan DASH-8-300 vliegtuigen met maximaal 50 passagiers landen. In maart 2002 werd een landingsbaan van 1000 meter op Nangan voltooid, zodat ook dagelijkse vluchten tussen Taipei en Nangan mogelijk werden. Tussen de eilanden onderling wordt een dagelijkse helikopterdienst onderhouden.
De Taiwan Navigation Company onderhoudt een bootdienst tussen Nangan en Keelung. De boten zijn sterk verouderd en bieden plaats aan slechts 550 personen. De vaartijd bedraagt acht uur, maar omdat men alleen bij rustige zee afvaart is de dienst onregelmatig. Vanaf de haven van Fuao (福澳) op Nangan worden veerdiensten met de andere eilanden onderhouden. De vaartijd naar Beigan bedraagt tien minuten, die naar het noordelijk gelegen Dongyin duurt twee uur. De boottocht naar de zuidelijk gelegen eilanden Dongjyu en Sijyu duurt één uur. Door de vele stormen in de Straat van Taiwan vallen ook deze veerdiensten regelmatig uit.
Sinds 1 januari 2002 bestaan er directe contacten tussen Matsu (en Kinmen) en het Chinese vasteland. Het gaat hierbij om de drie mini-links, namelijk een directe postdienst en direct vervoer van personen en van goederen. Personen mogen uitsluitend per passagier- of vrachtschip worden vervoerd, transport met vissersboten of per vliegtuig is niet toegestaan. Voor Matsu loopt de enige toegestane route van Fuao op Nangan naar Fuzhou op het vasteland. In 2006 bepaalde de regering in Taipei verder dat alle personen die geboren waren op Kinmen (of Matsu) of daar vóór 2001 hadden gewoond onder de voorwaarden van de 'drie mini-links' naar het vasteland mochten reizen. Het aantal personen dat vanaf het Chinese vasteland Matsu mag bezoeken werd uit veiligheidsoverwegingen beperkt tot maximaal 100 per dag. Goederentransport vanaf het vasteland naar Matsu en Kinmen was tot 2001 een illegale activiteit. Onder de nieuwe regeling werd dit voortaan toegestaan voor een aantal expliciet genoemde goederen, die voorzagen in de basisbehoeften van de bewoners van Matsu (en Kinmen). Doorvoer van landbouw- en visserijproducten naar het eiland Taiwan zelf bleef verboden.

## Lokaal bestuur
De Matsu-archipel vormt het district Lienchiang (連江縣, Lianjiang xian) van dat deel van de provincie Fujian dat door de Republiek China wordt bestuurd. Het bestuur van het district staat onder leiding van een (districts)magistraat, die sinds het opheffen van de staat van beleg in november 1992 rechtstreeks voor vier jaar wordt gekozen. De eerste verkiezing vond plaats op 27 november 1993. De magistraat wordt bijgestaan door een eveneens direct gekozen districtsraad. Een magistraat kan maximaal voor twee termijnen worden gekozen.
Magistraten van het district Lienchiang sinds 1993:
| Datum verkiezingen | Naam van de magistraat                                      | Partij                                     | Gekozen met            | Beëdigd op |
| ------------------ | ----------------------------------------------------------- | ------------------------------------------ | ---------------------- | ---------- |
| 27-11-1993         | Tsao Chang-shun (曹常順) (Cao Changshun)                    | Kwomintang                                 | 100% (enige kandidaat) | 20-12-1993 |
| 29-11-1997         | Liou Li-cyun (劉立群) (Liu Liqun)                           | Kwomintang                                 | 61%                    | 20-12-1997 |
| 1-12-2001          | Chen Syue-Sheng (陳雪生) (Chen Hsueh-sheng) Chen Xuesheng   | People First Party                         | 55,8%                  | 20-12-2001 |
| 3-12-2005          | Chen Syue-Sheng (陳雪生) (Chen Hsueh-sheng) (Chen Xuesheng) | People First Party (29-12-2008 Kwomintang) | 52,9%                  | 20-12-2005 |
| 5-12-2009          | Yang Sui-sheng (楊綏生)                                     | Kwomintang                                 | 57,19%                 | 20-12-2009 |
| 29-11-2014         | Liu Cheng-ying (劉增應)                                     | Kwomintang                                 | 66,25%                 | 25-12-2014 |
| 24-11-2018         | Liu Cheng-ying (劉增應)                                     | Kwomintang                                 | 65,62%                 | 25-12-2018 |
| 26-11-2022         | Wang Zhongming (王忠铭)                                     | Kwomintang                                 | 50,99%                 | 25-12-2022 |

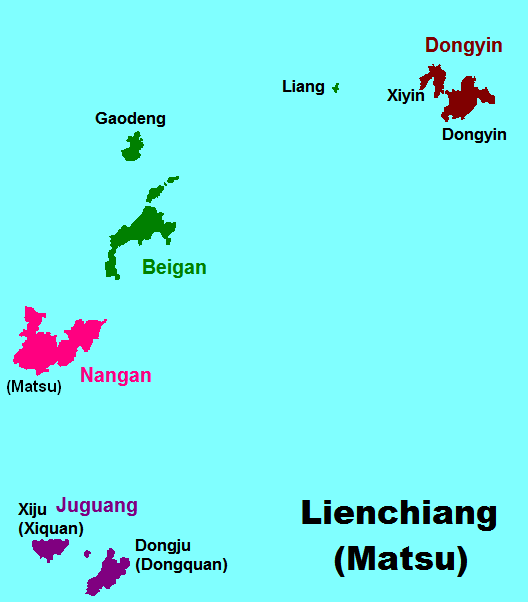
Bestuurlijke onderverdeling van het Lienchiang district

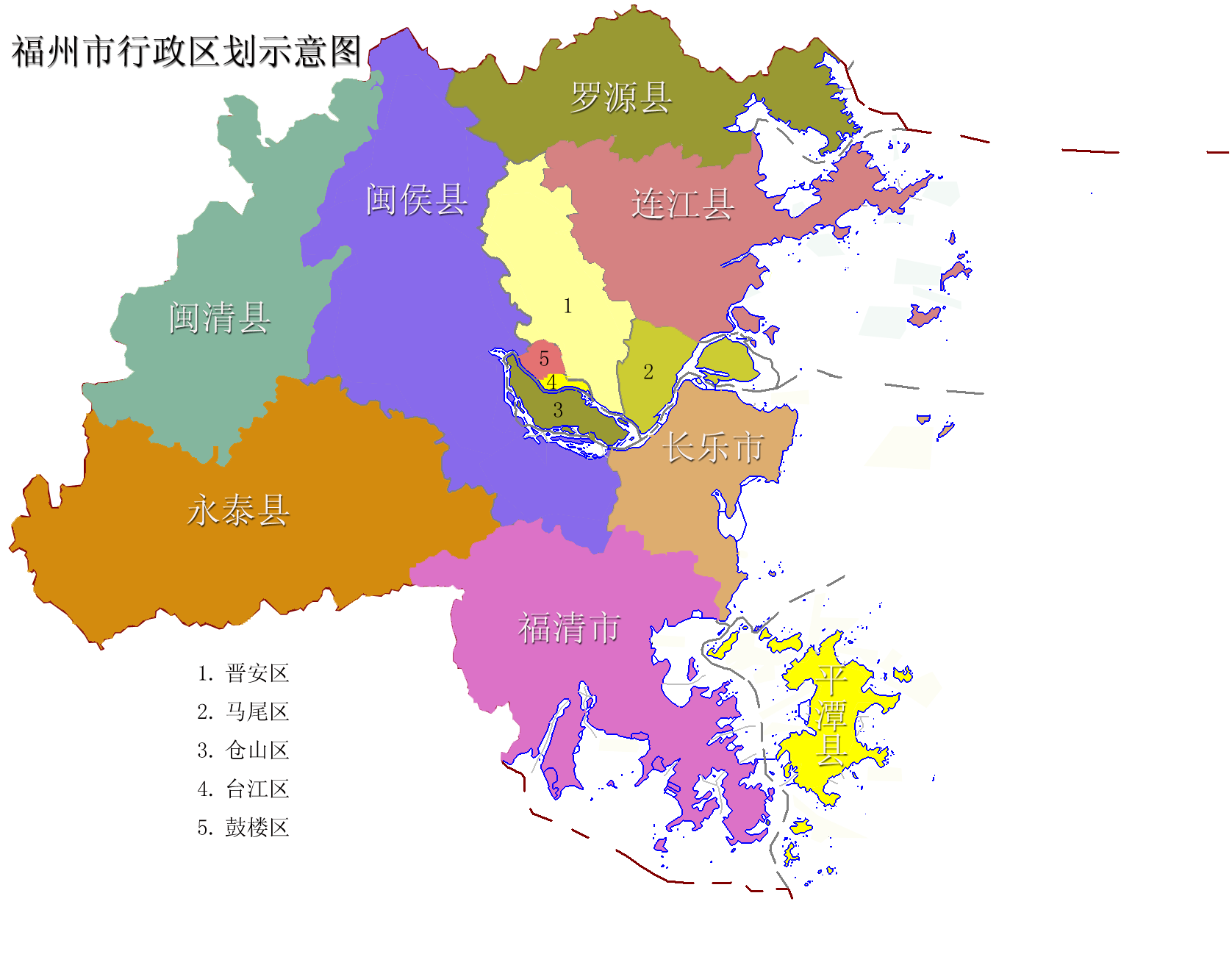
Bestuurlijke onderverdeling van de Fuzhou prefectuur van de Volksrepubliek China, inclusief de Matsu-archipel

Het district Lienchiang is administratief onderverdeeld in vier (plattelands) gemeenten (鄉, xiang), die samen 22 (plattelands) dorpen (村, ts’un/cun) omvatten:
- Nangan (南竿, 9 dorpen)
- Beigan (北竿, 6 dorpen), omvat naast Beigan ook het eiland Gaodeng
- Juguang (莒光, 5 dorpen), omvat de eilanden Xiju en Dongju
- Dongyin (東引, 2 dorpen), omvat naast Dongyin ook de eilanden Siyin en Liang

Aan het hoofd van elke gemeente staat een magistraat, die sinds het opheffen van de staat van beleg in november 1992 rechtstreeks voor vier jaar wordt gekozen. De magistraat wordt bijgestaan door een gemeenteraad.
De Volksrepubliek China erkent het gezag van de regering op Taiwan niet en maakt aanspraak op alle door Taipei bestuurde gebieden, inclusief de Matsu-eilanden. De archipel wordt beschouwd als deel van de stadsprefectuur Fuzhou, dat weer een deel is van de door de Volksrepubliek bestuurde provincie Fujian. Volgens Peking valt de archipel bestuurlijk onder drie verschillende arrondissementen (县, xian) van die prefectuur:
- Dongju wordt met Xiyu beschouwd als een gemeente (乡, xiang) van het arrondissement Luoyuan (罗源县, Luoyuan xian, het meest noordoostelijke arrondissement van Fuzhou, donkergroen aangegeven op de kaart van de Fuzhou prefectuur).
- Nangan en Beigan worden gezien als twee gemeenten van het (door Peking bestuurde) arrondissement Lianjiang (连江县, Lianjiang xian, het arrondissement ten zuiden van Luoyuan en rood aangegeven op de kaart).
- Dongyin is een gemeente van het stadsarrondissement Changle (长乐市, Changle shi, lichtbruin aangegeven op de kaart).

In officiële statistieken wordt de gehele archipel door de Volksrepubliek vaak beschouwd als één gemeente, die dan wordt gerekend tot het (door Peking bestuurde) district Lianjiang. De Volksrepubliek heeft deze 'gemeente Mazu' (马祖乡, Mazu xiang) zelfs een eigen postcode (350122206) toegekend. Door de regering in Taipei zijn aan de Matsu-archipel daarentegen de volgende, wel reële postcodes toegewezen: Nangan 209XX, Beigan 210XX, Juguang 211XX en Dongyin 212XX.
In april 2003 verschenen persberichten in Taiwan dat de naam van het district Lienchiang formeel zou worden gewijzigd in Matsu. Dit om bij de postbezorging verwarring met het gelijknamige in de Volksrepubliek gelegen district te vermijden. Dat district wordt immers met dezelfde karakters geschreven als het tot Taiwan behorende district, zij het dat in de Volksrepubliek het district als 连江 (de vereenvoudigde schrijfwijze) en op Taiwan als 連江 (de traditionele schrijfwijze) wordt geschreven. Ook de gebruikelijke transcriptie is verschillend. In de Volksrepubliek wordt pinyin gebruikt, waardoor de naam van het district Lianjiang wordt. Op Taiwan gebruikt men voor plaatsnamen vaak nog Wade-Giles en schrijft men Lienchiang. In september 2003 trok het bestuur van het Lienchiang district het voorstel weer in. Men vreesde politieke gevoeligheid, omdat het plan kon worden uitgelegd als een steun voor het pro-onafhankelijkheid standpunt van de toen regerende DPP (Democratische Progressieve Partij).